# Rimbo
Rimbo is een plaats in de gemeente Norrtälje in het landschap Uppland en de provincie Stockholms län in Zweden. De plaats heeft 4606 inwoners (2005) en een oppervlakte van 255 hectare.

## Verkeer en vervoer
Bij de plaats lopen de Riksväg 77 en Länsväg 280.

## Geboren
- Björn Waldegård (1943-2014), rallyrijder